# 크란

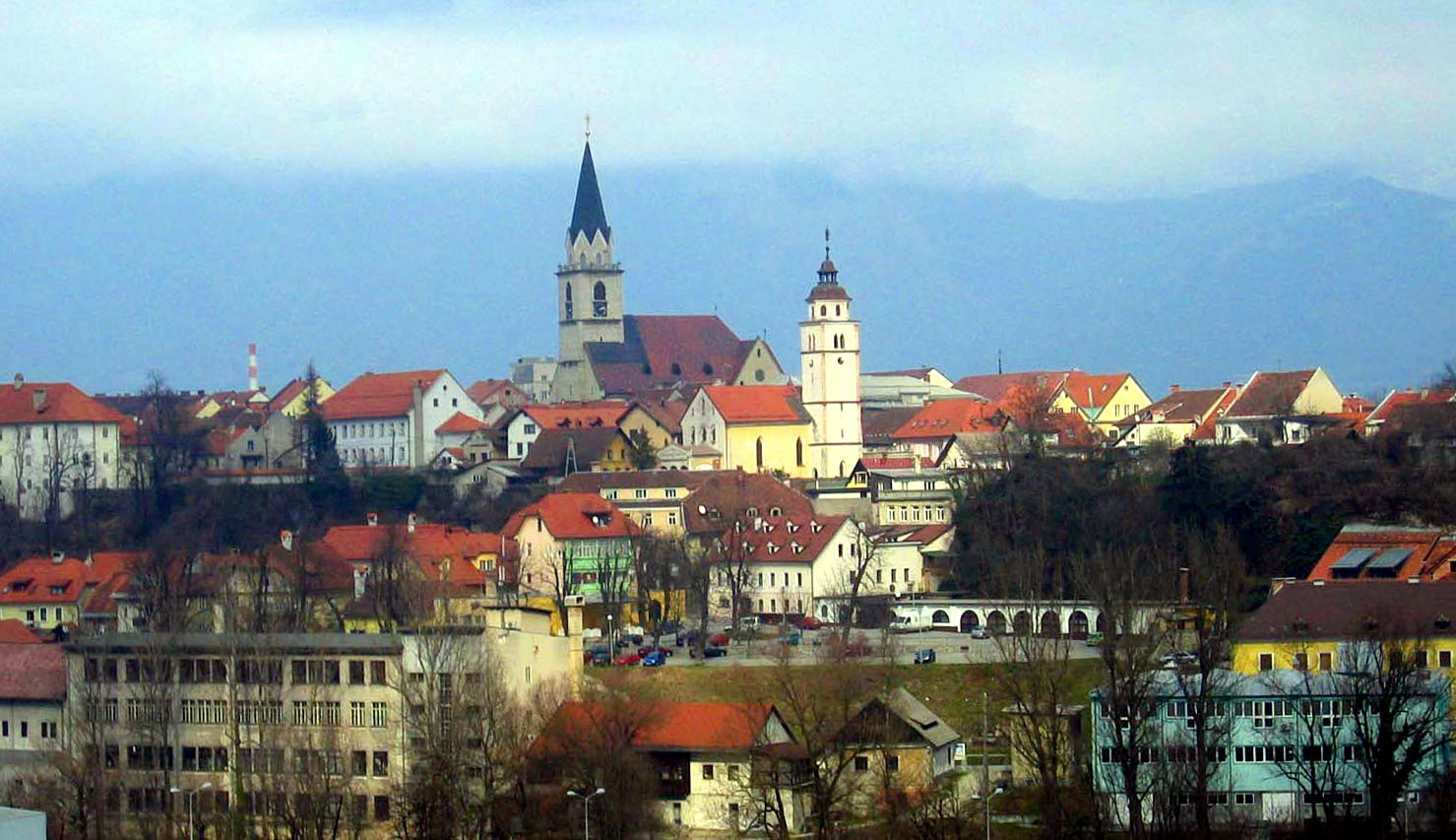
크란 시가지

크란(슬로베니아어: Kranj, 독일어: Krainburg 크라인부르크[*])은 슬로베니아 북서부에 위치한 도시로 면적은 148km2, 인구는 53,000명(2007년 기준), 인구 밀도는 358.1명/km2이다. 슬로베니아에서 네 번째로 큰 도시이며 류블랴나(슬로베니아의 수도)에서 북서쪽으로 약 20km 정도 떨어진 곳에 위치한다.
교통이 발달했기 때문에 전자 산업이 주를 이루며 공장이 많이 들어서 있다. 도시 이름은 고렌스카(Gorenjska) 지방에서 유래된 이름이며 중세 시대 때에는 고렌스카 지방의 중심지였다.

## 자매 도시
- 잉글랜드 올덤
- 프랑스 라시오타
- 이탈리아 리볼리
- 보스니아 헤르체고비나 바냐루카
- 북마케도니아 비톨라
- 몬테네그로 헤르체그노비
- 크로아티아 오시예크
- 세르비아 제문
- 보스니아 헤르체고비나 코토르바로시
- 세르비아 센타
- 오스트리아 필라흐
- 크로아티아 풀라
- 독일 암베르크
- 세르비아 노비사드
- 보스니아 헤르체고비나 제니차
- 독일 징겐